# Ruisseau de Coules
Le ruisseau de Coules est une rivière du sud de la France. C'est un affluent direct du Tarn en rive droite, donc un sous-affluent de la Garonne.

## Géographie
De 14,8 km de longueur, le ruisseau de Coules prend sa source commune de Saussenac et se jette dans le Tarn en rive droite près du centre de Lescure-d'Albigeois.

### Communes et cantons traversés
- Tarn : Le Garric, Valderiès, Saussenac, Lescure-d'Albigeois.

## Principaux affluents
- Ruisseau de la Vernière : 2,9 km
- Ruisseau du Vergnas : 2,5 km
- Ruisseau de la Baïsse : 5,2 km